# Nifelheim (musikgrupp)

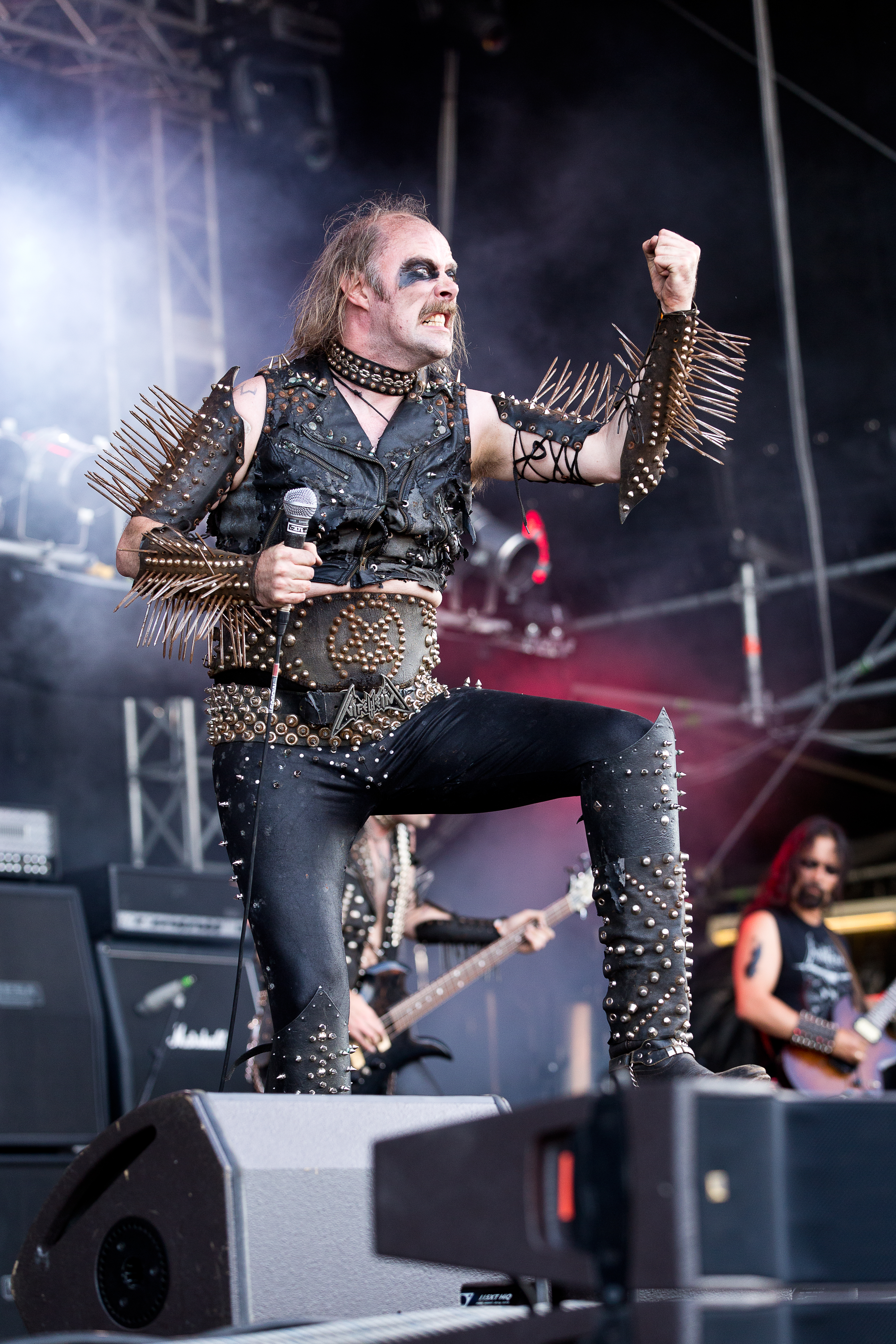
Hellbutcher 2016.

Nifelheim var ett svenskt black metal-band bildat 1990 i Dals Långed.
Kärnan i bandet var de två tvillingbröderna Erik och Per Gustavsson (födda 1976), här under pseudonymerna Tyrant och Hellbutcher. Bröderna var under ett tag kända som "Bröderna Hårdrock" efter att ha figurerat i en livsstilsdokumentär på SVT. I samband med detta var de även med i en reklamfilm för ett försäkringsbolag där de visade sin omfattande samling av Iron Maiden-memorabilia.
Musikaliskt sett är bandet Nifelheim inspirerat av tidig black metal, alltså perioden innan de norska banden började att dominera scenen. Bröderna har bland annat nämnt de gamla svenska banden Treblinka och Bathory samt sydamerikansk och östeuropeisk 80-tals-black metal, exempelvis ungerska Tormentor, som stora inspirationskällor. Länge levde bandet upp till de norska idealen genom att inte turnera, men efter scendebuten (headline debut) 2001 har bandet genomfört regelbundna spelningar på olika ställen.
Nifelheim spelade sin sista konsert i Norrköping den 16 december 2022.

## Medlemmar
- Hellbutcher (Per "Pelle" Gustavsson) – sång (1990–2022)
- Tyrant (Erik Gustavsson) – basgitarr (1990–2022)
- Savage Aggressor (Felipe Plaza Kutzbach) – gitarr (2013–2022)
- Genocidor (Tobias Gustafsson) – trummor (2018-2022)
- Blackosh (Petr Hošek) – gitarr (2019–2022)
- Mäbe (Mattias Johansson) – trummor
- Demon – trummor (1991–1999)
- Morbid Slaughter – gitarr (1991–1993)
- Martin Axenrot – trummor (1999–2000)
- Peter Stjärnvind – trummor (2006–2013)
- Sebastian Ramstedt – sologitarr (2006–2013)
- Johan Borgebäck – rytmgitarr (2006–2013)
- Disintegrator	(Eric Ljung) – trummor (2013–?)
- Satamás (Tamás Buday) – gitarr (2013–2018)

Turnerande medlemmar
- Jonas Blom – trummor (2007)
- Tobias Cristiansson – basgitarr (2012)
- Arthur Von Barbarian (Arthur Cláudio de Vasconcellos Rodrigues) – trummor (2019–2022)

Bidragande musiker (studio)
- Jon Nödtveidt – sologitarr (1994, 1997, 1998; död 2006)
- John Zwetsloot – gitarr (1994, 1998)
- Goat (Per Alexandersson) – sång (1996)
- Vengance from Beyond (Sebastian Ramstedt) – sologitarr (2006)
- Apocalyptic Desolator (Johan Borgebäck) – rytmgitarr (2006)
- Insulter of Jesus Christ! (Peter Stjärnvind) – trummor (2006)
- Set Teitan (Davide Totaro) – bakgrundssång (2007)
- Frederick Mellander – basgitarr (2014)

## Diskografi
Demo
- 1993 – Unholy Death (kassett)

Studioalbum
- 1994 – Nifelheim (LP/CD)
- 1998 – Devil's Force (LP/CD)
- 2000 – Servants of Darkness (LP/CD)
- 2007 – Envoy of Lucifer (LP/CD)

EP
- 2000 – Unholy Death (7" vinyl)
- 2014 – Satanatas (12" vinyl)
- 2019 – The Burning Warpath to Hell (7" vinyl)

Samlingsalbum
- 2003 – MCMXC – MMIII (12" vinyl/kassett)
- 2024 – Unholy Death

Annat
- 1997 – Headbangers Against Disco Vol. 2 (delad 7" vinyl med Usurper och Unpure)
- 2006 – Tribute to Slayer Magazine (delad 7" vinyl med Sadistik Exekution)
- 2006 – Thunder Metal (delad 7" vinyl med Vulcano)
- 2024 – Under Satan's Command (Samlingsbox|boxed set)